# Liste der Flughäfen in St. Vincent und die Grenadinen
Liste der Flughäfen in St. Vincent und die Grenadinen:
| Ort                       | ICAO | IATA | Name des Flughafens                     |
| Argyle (St. Vincent)      | TVSA | SVD  | Argyle International Airport            |
| Arnos Vale (St. Vincent)  | TVSV | SVD  | E. T. Joshua Airport (2017 stillgelegt) |
| Bequia (Grenadinen)       | TVSB | BQU  | J. F. Mitchell Airport                  |
| Canouan (Grenadinen)      | TVSC | CIW  | Canouan Airport                         |
| Mustique (Grenadinen)     | TVSM | MQS  | Mustique Airport                        |
| Union Island (Grenadinen) | TVSU | UNI  | Union Island Airport                    |